# Estella den Boer
Estella Johanna Emérance den Boer (Middelburg, 24 mei 1912 – Baarn, 28 mei 2010) was een Nederlands kunstenares. 
Estella groeide op in Middelburg als dochter van Willem den Boer en Josephine Jeronimus in een artistieke omgeving van musici, dichters, schilders en beeldhouwers. In haar vaders boek- en muziekhandel aan de Lange Delft en de kunsthandel aan de Lange Burg kwamen onder meer de kunstschilders Jim Frater en Jan Toorop. Ook de in Middelburg geboren dichter P.C. Boutens kwam er over de vloer. Het gezin den Boer verhuisde in de twintiger jaren naar Bussum en vestigde zich in 1926 te Baarn. Estella woonde daar later aan de Nolenslaan. 
In 1929 ging zij naar het Instituut voor Kunstnijverheidsonderwijs te Amsterdam. Ze was leerling van Hendrik Broer en
Jan Bertus Heukelom. Daar behaalde ze in 1933 het diploma Grafieken won een tweede prijs van linoleumsneden over Artis.

## Van figuratief naar abstract
Tijdens haar studie kwam Den Boer in aanraking met de constructivistische principes van het Bauhaus. Na 1940 deed ze een studie Vrije Technieken en natuurstudies. Beïnvloed door Mondriaan en de Russische constructivisten begon ze vanaf 1957 te experimenteren met composities, opgebouwd uit rechte en cirkelvormige lijnen, geometrische vormen en helder gekleurde vlakken. De ontwikkeling van haar werk gaat in de loop der jaren dan ook van figuratief naar abstract geometrisch. De onderwerpen veranderden daarbij van natuurstudies, model, menselijke figuren, bloemstillevens en vogels naar abstracte thema's als lijnenspel. Vaak schilderde Estella den Boer daarbij geometrisch-constructief.

## Muziek
Reeds op jonge leeftijd speelde zij viool. Na de oorlog maakte ze als violiste bij een Baarns muziekensemble kennis met de vijftien jaar oudere schilderes Else van der Feer Ladèrs-Lohmann. Zij schilderden samen in de bossen en polders rondom Baarn en maakten reizen naar Italië en Zweden. Veel van het werk van Den Boer is geïnspireerd door muziek. Ook vroege abstracte kunstenaars als Kandinsky en Mondriaan vergeleken hun composities reeds met muziek. Ze werkt veel met potlood en acryl.
Estella den Boer Ze exposeerde zowel solo als in groepsverband, zo waren er tentoonstellingen in de Art Room te Alkmaar en in kasteel Groeneveld in Baarn. Ze overleed in 2010 op 98-jarige leeftijd. In 2014 presenteerde het Mondriaanhuis een overzichtstentoonstelling van haar werk onder de titel ‘Tussen Tijd en Eeuwigheid. 
- Biografisch Portaal: 54275984
- RKD-Nederlands Instituut voor Kunstgeschiedenis: 9701